# П'ять пляшок горілки
П'ять пляшок горілки (рос. Пять бутылок водки) — фільм режисера Світлани Баскової, знятий в 2001 році.

## Сюжет
Фільм про закулісне життя звичайного московського бару, де відносини між господарем, «дахом» і працівниками дуже нагадують сімейні. Однак на відміну від сім'ї, цих людей пов'язує спільна справа, ролі в якому далеко не рівноцінні. Відносини підпорядкування і гноблення пронизують собою все життя героїв цього фільму.

## У ролях
- Олександр Маслаєв — Олександр Олександрович (Санич), господар бару
- Сергій Пахомов — перший прибиральник
- Деніс Васільєв — Мичалкін, німий прибиральник
- Володимир Єпіфанцев — бандит
- Діллон Олойеде — стриптизер
- Марія Болтнева — незайманка